# Rio Dourado (vattendrag i Brasilien, Minas Gerais)
Rio Dourado är ett vattendrag i Brasilien.   Det ligger i delstaten Minas Gerais, i den sydöstra delen av landet, 700 km söder om huvudstaden Brasília.
Omgivningen kring Rio Dourado är huvudsakligen savann. Området är  glesbefolkat, med 19 invånare per kvadratkilometer.